# Batalha de Ádis
A Batalha de Ádis foi travada em 256 a.C., a primeira batalha da República Romana em território africano, contra as forças de Cartago durante a Primeira Guerra Púnica. O combate terminou em vitória romana.

## Contexto
Com a vitória na Batalha do Cabo Ecnomo, Roma estava livre para cruzar da Sicília para a costa africana, na época um território cartaginês. A frota romana, comandada pelos cônsules Marco Atílio Régulo e Lúcio Mânlio Vulsão Longo, depois da reparação de todos os danos sofridos na batalha e de tripularem os cerca de navios cartagineses capturados, se dirigiu para o Cabo Hermeu, o atual Cabo Bon, um promontório na costa da moderna Tunísia. Os navios mais velozes esperaram os mais lentos, que provavelmente levavam os cavalos e os suprimentos. Com a frota recomposta, os cônsules navegaram ao longo da costa até chegarem a uma cidade chamada Áspis, que foi conquistada depois de um cerco.
Entre outras coisas, esta operação infringia uma cláusula combinada anteriormente, no tratado entre Roma e Cartago, de 348 a.C., que havia fixado o limite para a navegação romana na África em "Cabo Belo", muito provavelmente o moderno Cabo Farina, mas uma frase de Políbio deixa a entender que este seria o moderno Cabo Bon. Os cartagineses, convencidos de que os romanos, eufóricos pela recente vitória, atacariam diretamente Cartago, decidiram não colocar sua frota no mar para defendê-la, mas a estratégia de Roma era outra.
Com a conquista de Áspis, os romanos dispunham de uma importante cabeça de ponte em território inimigo e um porto através do qual se podia realizar a entrega de suprimentos, alimentos e homens conforme avançasse a campanha. Cartago então iniciou uma política de reforço terrestre para defender seu território metropolitano contra os romanos. Neste ínterim, os cônsules enviaram mensageiros até Roma para obterem instruções do Senado Romano e, enquanto esperavam a resposta, passaram a saquear s vizinhança. O butim amealhado, em pessoas e rebanhos, foi levado para a frota juntamente com cerca de 20 000 escravos. Os senadores ordenaram então que um dos cônsules permanecesse na África enquanto o outro deveria retornar com a frota. Lúcio Mânlio então assumiu o comando de grande parte da frota, carregada de tesouros, para Roma, onde celebrou um magnífico triunfo romano por sua vitória naval em Cabo Ecnomo.
Marco Atílio Régulo permaneceu na África com quarenta navios, 15 000 legionários e quinhentos cavaleiros. Cartago nomeou Asdrúbal Hanão e Bostar como comandantes e reconvocou Amílcar, que estava em Heracleia Minoa, na Sicília, com algumas tropas da guarnição da cidade (5 000 soldados e 500 cavaleiros).

## Batalha
Em Ádis, que De Sanctis, identifica como sendo a cidade romana de Útina (moderna Udna, na Tunísia), ficava a cerca de 20 quilômetros ao sul de Tunes, era onde estavam concentradas as forças romanas. Atílio Régulo, depois de alguns dias, começou seu avanço, capturado e demolindo todos assentamentos não fortificados e cercando os fortificados. Chegando a Ádis, acampou na vizinhança e ordenou o cerco.
As forças cartaginesas estavam dentro da cidade e seu comandante decidiu pela batalha campal para evitar baixas entre os civis. O exército cartaginês era composto majoritariamente de soldados mercenários enquanto os cidadãos serviam, geralmente, na marinha. Depois de sair pelos portões, os cartagineses acamparam numa colina que permitia a visão do acampamento inimigo. Políbio, um especialista militar, afirmou que a posição escolhida lhes era também favorável.
Na realidade, a infantaria dependia muito da estratégia e da movimentação da cavalaria (especialmente por que a cavalaria númida era formidável) e do uso dos elefantes de guerra. Para elas, porém, o melhor terreno era a planície: a cavalaria para poder aproveitar sua velocidade e os elefantes, para tirar o máximo de proveito de sua potência.
Os romanos perceberam que as forças cartaginesas estavam operando com potência reduzida e a experiência das legiões em combates montanhosos e morro acima, conseguida durante as Guerras Samnitas, se revelou preciosa. Uma vez observada a disposição dos inimigos e os romanos viram que as unidades mais poderosas e temíveis do exército cartaginês estavam quase que inutilizadas pelo terreno. Ao raiar do dia, Atílio Régulo ordenou o ataque. Mas esta dificuldade se revelou um fator negativo. Uma vez que as legiões conseguiram se reorganizar e resistir, a marcha da infantaria cartaginesa foi interrompida. Ela se viu pressionada pela retaguarda pelos romanos que havia escalado a colina pelo outro lado e teve que se render. Por sua vez, cavalaria númida e os elefantes conseguiram recuar sem danos sérios, pois os romanos, depois de uma breve perseguição por precaução, passaram a saquear o campo de batalha.

## Consequências
Os romanos agora tinha o território à frente livre e continuaram sua política de terra arrasada. Os motivos para isto são principalmente dois: enriquecer as tropas e os comandantes e tentar forçar os cartagineses a uma batalha que se revelasse definitiva. Porém, esta não ocorreu e os romanos se aproximaram da cidade de Tunes, que era muito propícia para apoiar as operações previstas por estar situada não apenas numa região favorável ao ataque, mas por dominar a região vizinha. Atílio ordenou novamente que os romanos erguessem o acampamento e iniciassem o cerco.
De forma imprevista, um aliado se uniu aos romanos. Os númidas, que eram obrigados a fornecer ajuda militar aos cartagineses, se revoltou e passou a devastar por conta própria o território de Cartago, provocando danos ainda maiores que os romanos. A população rural se abrigaram nas cidades e geraram uma desmoralização geral e falta de mantimentos.
Marco Atílio Régulo entendia que Cartago já estava derrotada no mar e, agora, em terra, e sabia que o fim da guerra estava próximo. Mas sabia também que um novo cônsul chegaria para substituí-lo no final de seu mandato, o que o faria perder a honra da vitória. Então ele enviou uma delegação oferecendo a redição aos cartagineses. Eles se recusaram e Atílio, com pressa, atacou a cidade e foi derrotado na Batalha de Tunes, na primavera de 255 a.C..